# Южно-Африканский Союз
Южно-Африканский Союз (ЮАС, африк. Unie van Suid-Afrika; англ. Union of South Africa; нидерл. Unie van Zuid-Afrika) — королевство-доминион Британского содружества, существовавшее с 31 мая 1910 года по 31 мая 1961 года.

## История
На основании Акта о Южной Африке, принятого британским парламентом 31 мая 1910 года, был образован Южно-Африканский Союз, включавший в себя четыре британских колонии: Капскую колонию, колонию Наталь, колонию Оранжевой реки и колонию Трансвааль. ЮАС стал доминионом Британской империи.
В 1915 году Германская Юго-Западная Африка была оккупирована Великобританией и перешла под управление ЮАС после Первой мировой войны в качестве мандатной территории Лиги Наций.
В 1922 году в Южной Родезии, вышедшей из-под управления Британской Южно-Африканской компании, прошёл референдум (среди белых колонистов) о вхождении в ЮАС. За присоединение проголосовало 40,6 % голосовавших, против — 59,4 %. В результате Южная Родезия не вошла в ЮАС, а стала самоуправляемой колонией в рамках Британской империи.

Флаг ЮАС в 1910—1912

Флаг ЮАС в 1912—1928

В 1931 году был принят Вестминстерский статут, закрепивший за ЮАС статус государства Содружества наций.
В 1934 году была образована Объединённая партия, представлявшая собой объединение пробританской Южноафриканской партии и бурской Национальной партии. В 1939, с началом Второй мировой войны, она распалась из-за разногласий о позиции Южно-Африканского Союза в войне. Южноафриканская партия считала нужным вступить в войну на стороне Великобритании, тогда как Национальная партия симпатизировала нацистской Германии.
В 1948 году Национальная партия победила на выборах (белым меньшинством, коренное население правом голоса практически не обладало) и начала проводить политику апартеида, резко ограничивающую права чёрного населения. Конечной целью ставилось создание «Южной Африки для белых», а чернокожих предполагалось вовсе лишить южноафриканского гражданства. В ходе апартеида чёрные лишились избирательного права, права на свободу передвижения, смешанные браки и т. д. Также были полностью запрещены коммунистические партии. Несмотря на многочисленные санкции, накладываемые ООН на ЮАС, политика расовой дискриминации продолжала действовать.
В 1961 году Южно-Африканский Союз вышел из Содружества наций и стал полностью независимым государством (Южно-Африканская Республика). Причиной выхода послужило непринятие политики апартеида в других странах Содружества. ЮАР восстановила своё членство в Содружестве только в 1994 году после ликвидации системы апартеида.

## Административное деление
Южно-Африканский Союз был образован в 1910 году как содружество четырёх британских колоний — Капской, Наталя, Оранжевой реки и Трансвааля. Последние две к началу XX века были независимыми республиками — Оранжевым Свободным государством и Южно-Африканской Республикой, но в результате англо-бурской войны 1899—1902 гг. были интегрированы в Британскую империю. Создание ЮАС как доминиона было большой уступкой метрополии в пользу побеждённых ею буров, поскольку последние не желали мириться со своим статусом в империи. Границы между субъектами доминиона сохранились в том виде, в котором они были до объединения, то есть когда они были границами британских колоний, а ещё ранее  (в случае с бурскими республиками) — государственными границами.
| Официальное название | Столица                      | Герб | Площадь, км² | %     |
| --- | ---------------------------- | ---- | ------------ | ----- |
| Провинция мыса Доброй Надежды The Cape of Good Hope Province Provinsie van die Kaap die Goeie Hoop                                                                                   | Капстад                      |      | 717 414      | 58,5  |
| Провинция Наталь Province of Natal Provinsie van Natal | Питермарицбург               |      | 91 610       | 7,5   |
| Провинция Оранжевого свободного государства Province of the Orange Free State Provinsie van die Oranje-Vrystaat                                                                      | Блумфонтейн                  |      | 129 152      | 10,5  |
| Провинция Трансвааль Province of Transvaal Provinsie van Transvaal | Претория                     |      | 287 996      | 23,5  |
| Союз (в целом) | Претория Капстад Блумфонтейн |      | 1 226 172    | 100,0 |
| \| Административное деление Южно-Африканского Союза Провинция мыса Доброй Надежды Трансвааль Оранжевое свободное · государство Наталь Претория Капстад Блумфонтейн Питермарицбург \| |                              |      |              |       |
| Административное деление Южно-Африканского Союза Провинция мыса Доброй Надежды Трансвааль Оранжевое свободное · государство Наталь Претория Капстад Блумфонтейн Питермарицбург       |                              |      |              |       |

## Вооружённые силы
Силы обороны Южно-Африканского Союза принимали участие в Первой и Второй мировых войнах. ВВС ЮАС принимали ограниченное участие в Корейской войне.